# ウィリアム・ノリス
ウィリアム・チャールズ・ノリス（英: William Charles Norris、1911年7月14日 - 2006年8月21日）は、コントロール・データ・コーポレーション（CDC）の初代CEO。IBMとの性能競争を指揮し、IBMに勝ったことで知られる。また、アメリカ国内の未開発地域での雇用を通して社会貢献したことでも知られている。ネブラスカ州出身。

## 生涯
第二次世界大戦当時、ノリスはアメリカ海軍で暗号解読器開発チームを指揮していた。戦後、そのチームのメンバーで Engineering Research Associates (ERA) を創設し、コンピュータ産業に参入した。当初その経営は順調だったが、1950年代に入ると海軍の予算が同社に流れていることが問題となり、同社はレミントンランドに売却された。売却後もしばらくの間は独立した部門として運営されていたが、スペリーとの合併後、UNIVAC部門に統合された。その結果、ERA出身者がこぞって退職し、CDC が設立され、満場一致でノリスが社長に選出された。
CDCは当初、他のコンピュータ企業に磁気ドラムメモリ装置を販売していたが、後に自前のメインフレーム CDC 1604 を1958年にリリースした。設計したのはシーモア・クレイであり、その後も強力なマシンを開発し続けた。1965年、最初のスーパーコンピュータ CDC 6600 をリリースした。これは、当時の他のマシンの10倍以上も高速なマシンであり、CDCは業界のトップに躍り出た。
IBM はこれに脅威を感じ、業界第一位の座をCDCから奪うプロジェクトを開始した。IBMは CDC 6600 よりも高性能なSystem/360ファミリのマシンを発表したが、その時点で実物は全く存在していない。IBMの発表によってCDCの売り上げが落ち込んだため、ノリスは1968年、IBMを訴えた。IBMは6600対抗機を完成することができず、裁判でもCDCに負けた。
1967年、ノリスは全国都市同盟（黒人の地位向上を目指す団体）の会長である Whitney Young のセミナーに参加した。また、当時ノリスはCDCの所在地であるミネアポリスでの暴動にも悩まされていた。それらが重なり、ノリスは自社の工場を内陸の都市に移転させることを決定し、そこで数千の雇用を生み出し、高度な職業訓練を与えた。
ノリスは、イリノイ大学によるオンラインCAIシステム PLATO プロジェクトにも関与した。大学が独自設計したグラフィカル端末を使い、CDC 1604 上でシステムが動作する構成である。1974年、CDC は大学側に無償で PLATO システムのハードウェアを提供する代わりに、PLATO の販売権を得た。PLATO は1975年にリリースされたが、高価で保守が難しいことから全く売れなかった。PLATO は大企業での従業員教育用に若干売れたものの、本来目指していた教育市場では失敗に終わった。
CDC はいくつもの新興企業を買収していき、1970年代には周辺機器も扱うようになった。同じころ、クレイはCDCを辞め、クレイ・リサーチを創設。これによってCDCはスーパーコンピュータ市場のトップの座を奪われることになった。さらに日本の大企業がスーパーコンピュータ市場に参入。CDC はさらに苦境に立たされることになった。苦肉の策としてETAシステムズを立ち上げ、CDCの官僚的経営機構から離れたところでスーパーコンピュータを開発させた。しかし、これも失敗に終わり、CDCはスーパーコンピュータ市場を諦めることになった。
1980年代になると、CDCはハードディスクドライブ製造を主な事業とするようになり、SCSIドライブ製品で成功した。しかし、それ以外の事業は壊滅状態となり、内陸への工場移転やPLATOでの失敗などが問題とされ、ノリスは責任を追及される立場となった。経営陣を一部入れ替えることで乗り切ろうとしたが、株主は納得せず、ノリスは1986年1月にCEOを退職することになった。1985年IEEEファウンダーズメダル受賞。
2006年8月21日、ミネソタ州ブルーミントンの老人ホームで、パーキンソン症候群により死去。